# Peter Vehr

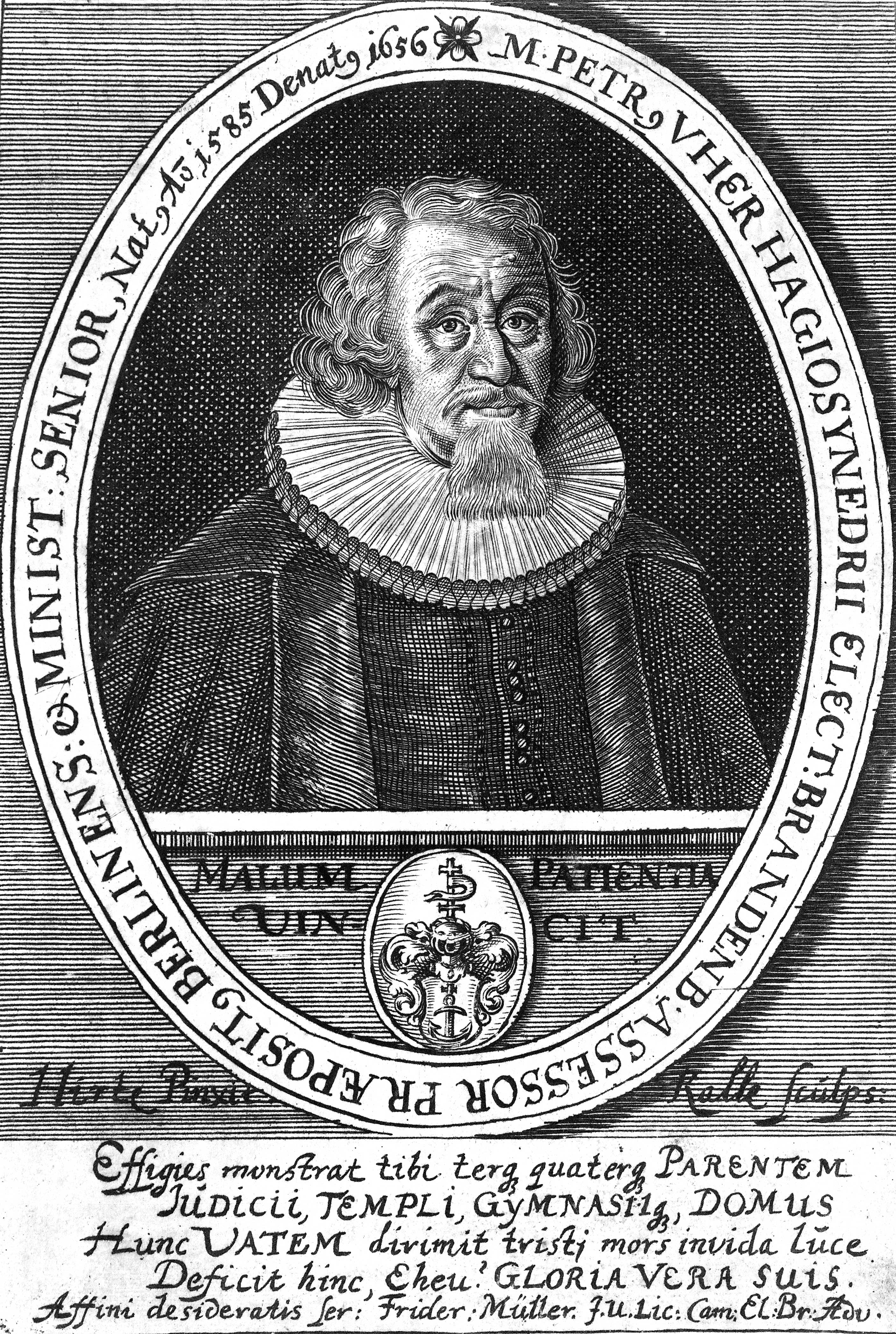
Peter Vehr

Peter Vehr, genannt „der Ältere“ (* 21. Juli 1585 in Brandenburg an der Havel; † 10. Oktober 1656 in Berlin), war ein deutscher Theologe und Pädagoge.

## Leben
Peter Vehr stammte aus einer Familie, welche nicht wenig Einfluss in der Stadt Brandenburg hatte. Bereits sein Großvater, Jacob Vehr, beteiligte sich an der Entwicklung der Stadt Brandenburg als Ratsherr. Aus dessen Ehe mit Ursula (geb. Weger) ging sein Vater Peter Vehr († April 1585 in Brandenburg) hervor. Dieser hatte  in Brandenburg als Tuchmacher das Bürgerrecht erworben und war als Gotteskastenvorsteher maßgeblich an den organisatorischen Aufgaben der Kirche Brandenburgs beteiligt. Aus dessen Ehe mit seiner Mutter Catharina Lorentz, der Tochter des Bürgers und Tuchmachers in Brandenburg Joachim Lorentz und der Catharina (geb. Deniken), ging Peter Vehr hervor. Da der junge Vehr bereits vor seiner Geburt seinen Vater verloren hatte, kümmerte sich seine Mutter um seine zukünftige Entwicklung.
So besuchte er das Saldrische Gymnasium in Brandenburg. Am 6. Oktober 1596 wurde er an der Universität Wittenberg deponiert, wo er ab 1604 ein Studium der philosophischen und theologischen Wissenschaften absolvierte. Am 22. September 1607 erwarb er dort den akademischen Grad eines Magisters der Philosophie. 1608 übernahm er die Stelle eines Konrektors am Saldrischen Gymnasium seiner Geburtsstadt. Ab 1611 war Vehr Rektor in Neuruppin und ab 1614 Rektor am Berliner Gymnasium zum Grauen Kloster. 1618 erhielt er die Berufung auf eine Pfarrstelle als Diakon an der Berliner Marienkirche, 1631 wurde er hier Archidiakon. 1650 bekam Vehr die Propststelle an der Nikolaikirche und wurde 1651 außerdem Beisitzer des Kurfürstlich-Brandenburgischen Konsistoriums.

## Familie
Vehr war zwei Mal verheiratet. Seine erste Ehe schloss er 1611 mit Katharina Diepensee (* Seehausen/Altmark; † 10. August 1642 in Berlin), der Witwe des Arztes in Neuruppin Mag. phil. Joachim Prätorius. Aus der Ehe stammen drei Söhne und drei Töchter. Seine zweite Ehe ging er am 27. November 1643 in Berlin mit Anna Voigt (* 10. Oktober 1623 in Mittenwalde/Mark; † 6. Februar 1700 in Berlin), der Tochter des Bürgermeisters in Mittenwalde Kaspar Voigt, ein. Aus der Ehe stammen zwei Söhne und vier Töchter. Von den Kindern kennt man:
1. Ehe:
1. Sohn Benjamin Vehr († jung)
2. Sohn Johannes Vehr († jung)
3. Tochter Catharina Vehr († jung)
4. Sohn Peter Vehr, († als Student)
5. Sohn Joachim Vehr, Mag. phil. († als Student)
6. Tochter Catharina Vehr (* 1624 in Berlin; † 1644 in Brandenburg) ⚭ 1643 mit d. Stiftsprediger am Dom in Brandenburg, sp. Frankfurt/Oder Mag. Martin Heinsius (* 18. Oktober 1610 in Spandau; † 9. Mai 1667 in Frankfurt/Oder)

2. Ehe:
1. Sohn Peter Vehr (* 1644 in Berlin; † 1701 in Stralsund) Gym. graues Kloster Berlin, 1664 Uni. Jena, 1667 Mag. phil. ebd., 1668 Adj. phil. Fak. ebd.,1668 Konrektor Gym. graues Kloster Berlin, 1671 Konrektor Gym. Stralsund, 1681 Rektor ebd., 1694 Pfr. St. Jacobi Stralsund,
2. Sohn Irenaeus (Friedlieb) Vehr (* 1646 in Berlin; † 1709 in Küstrin) Gym. graues Kloster Berlin, 1664 Uni. Jena, 1667 Uni. Altdorf, Dr. med. ebd.,1668 Assessor med. Fak. Uni. Frankfurt/Oder, 1676 Prof. med. ebd., 1683 kurf. brandenburgischer Leibarzt,
3. Tochter Anna Maria Vehr († jung)
4. Tochter Dorothea Elisabeth Vehr
5. Tochter Anna Vehr ⚭ 1673 in Berlin mit kurf. brandenb. Kammergerichtsadvokat u. Bürgermstr. Berlin Martin Friedrich Elerdt (* 1644 in Wittstock; † 1693 in Berlin)
6. Tochter Catharina Vehr

## Werke (Auswahl)
- Exercitationum Nobilium Peri tēs Psychēs Secunda Quae est prior De Animae Potentiis In Genere. Präside: Jakob Martini. Wittenberg, 1606, (Digitalisat)
- Rahels harte Geburt/Betrachtet/bey wolansehnlicher/Aber doch hochbetrübter Leichbestattung/der weyland Ehr- und Vieltugendtsahmen Frawen/Margarethae Schönbeckin/Deß Ehrnvesten/Vorachtbarn und Wolgelahrten Herrn Justi Weylers/fürnehmen Bürgers allhie in Berlin/vielgeliebten Ehefrawen. Berlin 1625, (Digitalisat)
- Christliche Leichpredigt/Uber den seligen Abscheid deß weylandt Ehrnvesten/Achtbarn/unnd vornehmen Herren Johannis Georgij Wernikens/Churf. Brandeb. Cammer Cantzley Schreibers. Berlin 1626 (Digitalisat)
- Jesus. Trawer: und Trost-Gespräch/Eines vertriebenen Exulanten mit seinem Seelsorger. Berlin, 1631, (Digitalisat)
- Der Christen Leiden dieser zeit Und ihre künfftige Herrligkeit. Berlin, 1632, (Digitalisat)
- Die Krone der Gerechtigkeit/Bey Adelicher und Volckreicher Leichbestattung/Des WolEdlen/Gestrengen und Vesten Herrn Baltzer von Schliebens/Weyland Churfürstl. Brandenburgischen wolbestalten und wolverdienten SchloßHäuptmans/(et)c. Berlin, 1639, (Digitalisat)
- Elend und Jammer Menschliches lebens. Berlin, 1639, (Digitalisat)
- Zustandt der Kinder Gottes/in diesem/und in dem zukünfftigen Leben. Berlin, 1639, (Digitalisat)
- Die Krone der Gerechtigkeit/Bey Adelicher und Volckreicher Leichbestattung/Des WolEdlen/Gestrengen und Vesten Herrn Baltzer von Schliebens/Weyland Churfürstl. Brandenburgischen wolbestalten und wolverdienten SchloßHäuptmans/(et)c. Berlin, 1639 (Digitalisat)
- Der Gerechten wegraffung fürm Unglück. Auß dem 57. Cap. Esaiae. Berlin, 1639, (Digitalisat)
- Leichpredigt/Auß dem tröstlichen Kern-Sprüchlein I. Johan. I. Das Blut Jesu Christi/[et]c. Berlin, 1640, (Digitalisat)
- Trost wieder Todesfurcht. Berlin, 1641, (Digitalisat)
- Trost im Elende: Allen Betrübten unnd Elenden. Berlin 1645, (Digitalisat)
- Gottes grosse Liebe gegen uns arme Menschen/aus dem 33. Cap. Deuteron. Berlin. 1649, (Digitalisat)
- Euthanasia Jacobi; Jacobs des Patriarchen sanffter und seliger Abscheid/Aus dem letzten Vers des 19. Cap. Genesis. Berlin, 1650, (Digitalisat)
- SeelenTrost Für die/so wegen zeitiges Absterben der liebste Ihrigen sehr hoch betrübet sind/Aus Sapient. 4. Aber der Gerechte/ob er gleich zu zeitig stirbet/[et]c. Berlin, 1650, (Digitalisat)
- Strophē tu koptu ēis charan. Der Klag in Reigen Verwandelung/aus dem 30. Psalm Davids/v. 11/12/13. Berlin, 1655, (Digitalisat)